# Congresso de Karlsruhe de 1860

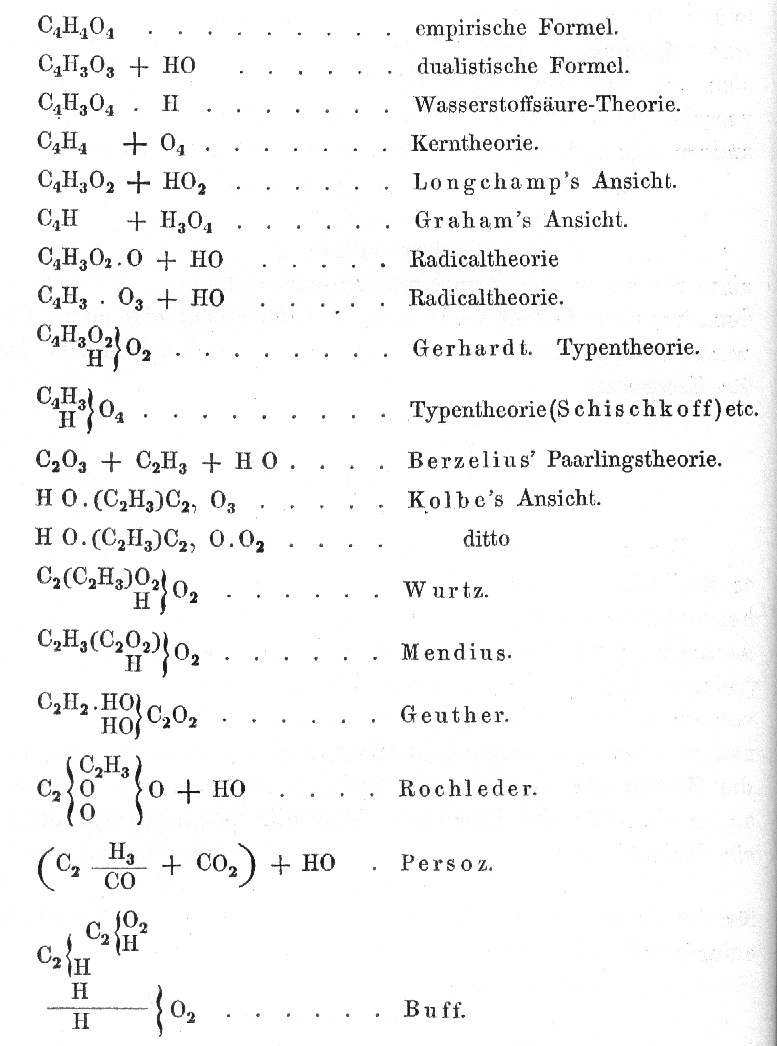
Fórmulas do ácido acético dadas por August Kekulé em 1861.

O Congresso de Karlsruhe de 1860 foi o primeiro encontro internacional de químicos, realizado na cidade de Karlsruhe, Alemanha, de 3 a 5 de setembro de 1860. O congresso foi convocado para que os químicos pudessem discutir assuntos como nomenclatura, notação e massas atômicas. A organização, convocações e patrocínio da conferência foram atribuições de August Kekulé, Adolphe Wurtz e Karl Weltzien. Como um exemplo dos problemas expostos para os participantes, o livro Lehrbuch der Organischen Chemie de Kékule dava dezenove fórmulas diferentes para o ácido acético.
O encontro terminou sem nenhum acordo em relação ao problema vexatório das massas atômicas e moleculares. Entretanto, no último dia foram impressos e distribuídos o artigo de 1858 de Stanislao Cannizzaro, no qual ele utilizou o trabalho anterior de Amedeo Avogadro. Este trabalho influenciou os delegados presentes, incluindo Lothar Meyer e Dmitri Mendeleev, que posteriormente viriam a elaborar a tabela periódica.

## Participantes
O congresso teve a participação de vários cientistas de diversos países, dentre eles:
1. Bélgica. Bruxelas: Jean Servais Stas; Gante: François Donny, Friedrich August Kekulé von Stradonitz;
2. Alemanha. Berlim: Adolf von Baeyer, Georg Hermann Quincke; Bonn: Hans Heinrich Landolt; Breslau: Lothar Meyer; Kassel: Carl Gustav Guckelberger; Clausthal: August Streng; Darmstadt: E. Winkler; Erlangen: Eugen Freiherr von Gorup-Besanez; Freiburg im Breisgau: Lambert Heinrich von Babo, Emil Boeckmann, Hermann Franz Moritz Kopp, Heinrich Will; Göttingen: Friedrich Konrad Beilstein; Halle an der Saale: Wilhelm Heinrich Heintz; Hannover: Friedrich Heeren; Heidelberg: Robert Bunsen, Georg Ludwig Carius, Richard August Carl Emil Erlenmeyer, Otto Mendius; Karlsruhe: Julius Neßler; Leipzig: Otto Linné Erdmann; Marburg: Rudolf Schmitt, Konstantin Zwenger; Nuremberg: Ernst von Bibra; Stuttgart: Hermann von Fehling; Tübingen: Adolph Strecker; Wiesbaden: Carl Remigius Fresenius;
3. Reino Unido. Dublin: James Apjohn; Edinburgh: Alexander Crum Brown, James Alfred Wanklyn; Londres: Baldwin Francis Duppa, John Hall Gladstone, William Odling; Manchester: Henry Enfield Roscoe; Oxford: Charles Giles Bridle Daubeny, Friedrich Schickendantz; Woolwich: Frederick Augustus Abel;
4. França. Montpellier: Antoine Béchamp; Paris: Jean-Baptiste Boussingault, Jean-Baptiste Dumas, Charles Friedel, Louis Grandeau, Jean-François Persoz, Charles-Adolphe Wurtz; Estrasburgo: Paul Schützenberger;
5. Itália. Gênova: Stanislao Cannizzaro;
6. México. Louis Posselt
7. Áustria. Innsbruck: Heinrich Hlasiwetz; Lemberg: Leopold von Pebal; Peste: Theodor Wertheim; Viena: Viktor von Lang, Adolf Lieben;
8. Portugal. Matias de Carvalho e Vasconcelos;[4]
9. Rússia. São Petersburgo: Alexander Borodin, Dmitri Mendeleev, Léon Schischkoff, Nikolai Zinin; Varsóvia: Jacob Natansen;
10. Suécia. Harpenden: Joseph Henry Gilbert; Lund: Nils Johan Berlin, Christian Wilhelm Blomstrand;
11. Suíça . Berna: Hugo Schiff; Genebra: Jean Charles Galissard de Marignac; Reichenau bei Chur: Adolph von Planta; Zurique: Johannes Wislicenus.
12. Espanha. Madrid: Ramón Torres Muñoz de Luna